# Natália Pereira
Natália Pereira est une joueuse brésilienne de volley-ball née le 4 avril 1989 à Ponta Grossa (Paraná). Elle mesure 1,84 m et joue au poste de réceptionneuse-attaquante. Elle totalise 145 sélections en équipe du Brésil.

## Biographie
Avec l'équipe du Brésil de volley-ball féminin, elle est médaillée d'or olympique en 2012 à Londres.

## Clubs
| Club                       | De        | À         |
| -------------------------- | --------- | --------- |
| ACF Campos                 | 2004-2005 | 2004-2005 |
| Macaé Sports               | 2005-2006 | 2005-2006 |
| Osasco Voleibol Clube      | 2006-2007 | 2010-2011 |
| Rio de Janeiro Volêi Clube | 2011-2012 | 2012-2013 |
| Campinas Voleibol Clube    | 2013-2014 | 2013-2014 |
| Rio de Janeiro Volêi Clube | 2014-2015 | 2015-2016 |
| Fenerbahçe İstanbul        | 2016-2017 | 2017-2018 |
| Minas Tênis Clube          | 2018-2019 | 2018-2019 |
| Eczacıbaşı İstanbul        | 2019-2020 | 2019-2020 |
| Dinamo Moscou              | 2020-2021 | …         |

## Palmarès

### Équipe nationale
- Jeux Olympiques
  -  2012 à Londres.
- Championnat du monde
  - Finaliste : 2010
- Grand Prix mondial
  - Vainqueur : 2009, 2016, 2017.
  - Finaliste : 2010, 2011.
- Ligue des nations
  - Finaliste : 2019.
- World Grand Champions Cup
  - Vainqueur : 2005, 2013.
  - Finaliste : 2009, 2017.
- Coupe panaméricaine
  - Vainqueur : 2009, 2011.
  - Finaliste : 2007, 2008.
- Championnat d'Amérique du Sud
  - Vainqueur : 2013, 2015, 2017.
- Championnat d'Amérique du Sud  des moins de 20 ans
  - Vainqueur : 2006.
- Championnat du monde des moins de 18 ans
  - Vainqueur : 2005.
- Championnat d'Amérique du Sud  des moins de 18 ans
  - Vainqueur : 2004.

### Clubs
- Championnat du monde des clubs
  - Finaliste : 2018, 2019.
- Championnat sud-américain des clubs
  - Vainqueur : 2009, 2010, 2013, 2015, 2016, 2019.
- Championnat du Brésil
  - Vainqueur : 2010, 2013, 2015, 2016, 2019.
  - Finaliste : 2007, 2008, 2009, 2011.
- Coupe du Brésil
  - Vainqueur :2008, 2016, 2019.
  - Finaliste : 2007.
- Supercoupe du Brésil
  - Vainqueur : 2015.
- Championnat de Turquie
  - Vainqueur : 2017.
- Coupe de Turquie
  - Vainqueur: 2017.
- Supercoupe de Turquie
  - Vainqueur: 2019.
  - Finaliste : 2017.

### Distinctions individuelles
- Championnat d'Amérique du Sud féminin de volley-ball des moins de 18 ans 2004: MVP.
- Championnat du monde de volley-ball féminin des moins de 18 ans 2005: MVP.
- Championnat d'Amérique du Sud féminin de volley-ball des moins de 20 ans 2006: Meilleure attaquante.
- Championnat du monde de volley-ball féminin des moins de 20 ans 2007: Meilleure attaquante, meilleure marqueuse et MVP[3].
- Championnat sud-américain des clubs de volley-ball féminin 2009: Meilleure attaquante.
- Championnat sud-américain des clubs de volley-ball féminin 2010: Meilleure attaquante.
- Championnat sud-américain des clubs de volley-ball féminin 2013: MVP.
- Grand Prix mondial de volley-ball 2015: Meilleure réceptionneuse-attaquante[4].
- Grand Prix mondial de volley-ball 2016: MVP[5].
- Grand Prix mondial de volley-ball 2017: Meilleure réceptionneuse-attaquante et MVP[6].
- Championnat d'Amérique du Sud de volley-ball féminin 2017: Meilleure réceptionneuse-attaquante[7].